# NGC 4726
NGC 4726 este o galaxie spirală situată în constelația Corbul. A fost descoperită în 1882 de către Ernst Wilhelm Tempel.